# Le Mani (gruppo musicale anni 2000)
I Le Mani sono stati un gruppo musicale rock italiano, originario di Matera, attivi dal 2005 al 2013.

## Storia
La band, composta da Luigi Scarangella alla voce, Antonio Marcucci alla chitarra, Francesco Stoia al basso, Marco Pisanelli alla batteria e Angelo Perna alle tastiere e loop, nasce a Roma dalla confluenza musicale di due distinte formazioni. Alcuni dei componenti della band hanno suonato per anni nella capitale: si chiamavano No Men's Code. Nel 2004, l'incontro con gli Ar.Ca.Dia è stato il big bang per una nuova avventura.
Il nome "Le Mani" nasce per mettere in evidenza un approccio senza rete, di sensibilità pura e semplice nei confronti delle emozioni. Una parte del corpo che mette costantemente in contatto con la realtà, che può accarezzare e aggredire, come la musica che viene suonata.

### In fondo(2007)
Dopo una serie di concerti soprattutto in pub, la band firmò con la Universal Italia, sotto la direzione del manager Daniele Barlocci e del produttore Stefano Cenci. Preceduto dal singolo "Stai bene come stai", il primo album "In fondo" è stato pubblicato nel febbraio 2007. Il disco della band risulta facile all'ascolto grazie ad un mix di melodie vocali semplici e ammiccanti alla tradizione del bel canto italiano. Il rock leggero e alcuni inserti di elettronica hanno consentito all'album di raggiungere abbastanza facilmente un vasto pubblico, composto principalmente da adolescenti. I singoli "L'ultima lettera" e "Semplice distrazione" usciti successivamente hanno confermato questo trend di popolarità. 

### Anno luce(2009)
Il secondo lavoro in studio della band esce nell'autunno del 2009. È un disco concepito durante la tournée del precedente disco e, probabilmente, anche per questo motivo ha sonorità leggermente più dure del precedente che ricordano più l'impatto della band nei live che non il tradizionale sound da studio. Dell'album fanno parte quattordici brani rock cantati in italiano. Le canzoni a tratti ricordano le atmosfere tipiche del rock italiano ricreate da altre band come i Negramaro o le Vibrazioni. Le parti vocali restano sempre molto melodiche e tendenti ad uno standard pop. I testi parlano principalmente di amore con qualche considerazione su aspetti più introspettivi della vita. Uno dei brani più significativi è "Strade" che spicca per raffinatezza di sonorità e testo.

### Settembre(2012)
Nell'ottobre del 2012 esce il nuovo album intitolato "Settembre". Il disco vede la partecipazione di Federico Zampaglione per il brano "Il Lago", Ciro Principe per il brano "Confessioni di un vampiro vegetariano" e Marco Ancona per il brano "I Say Goodbye". Il lavoro della band mischia un po' tutto il pop-rock made in italy degli ultimi anni inserendo alcuni spunti post rock con un'evidente influenza elettronica e dubstep. Al tentativo di modifica sonora degli strumentisti fanno da contraltare le parti vocali del cantante che mantengono ancorate le molodie ad un pop un po' più classico italiano.
Tra i riconoscimenti più importanti, va segnalata la vittoria nell'ambito del Premio Videoclip Italiano edizione 2007 per il miglior video categoria emergenti con il brano Stai bene come stai e la partecipazione, nel giugno dello stesso anno, all'Heineken Jammin' Festival.
Nell'ambito della Manifestazione Viaggiatori di Note il primo evento dedicato al turismo musicale, settembre 2007, ricevono il premio per la canzone che ha contribuito a diffondere il nome di una location accrescendone la sua notorietà, per il video L'ultima lettera girato a Matera.

## Discografia

### Album
In fondo (2007)
- 1. Stai bene come stai
- 2. L'ultima lettera
- 3. In fondo
- 4. L'unica
- 5. Ricordi d'estate
- 6. Semplice distrazione
- 7. Come nelle favole
- 8. Sei come sei
- 9. Elenoire
- 10. Dormi
- 11. Sole d'inverno
- 12. Replay

Anno Luce (2009)
- 1. Goccia dopo goccia
- 2. Il giorno migliore
- 3. Il tuo ventre
- 4. In fiamme
- 5. Libera da
- 6. Lentamente
- 7. Attraverso il vento
- 8. Strade
- 9. Mi va
- 10. La tua siberia
- 11. Dammi luna dammi sole
- 12. Ti ricorderai di me
- 13. Fingere di ridere
- 14. Eri, sei, sarai

Settembre (2012)
- 1. In un campo di ortiche
- 2. Il lago (feat. Federico Zampaglione)
- 3. Fuori da qui
- 4. Confessioni di un vampiro vegetariano (feat. Ciro Princevibe)
- 5. La scatola
- 6. Il cubo di Rubik
- 7. Elefante
- 8. La salita (produzione artistica Giuliano Sangiorgi)
- 9. Quel che vuole e quel che ha
- 10. Nobili vertigini
- 11. I Say Goodbye (feat. Marco Ancona)
- 12. Milady Italia

### Singoli
- 2006 - Stai bene come stai
- 2007 - L'ultima lettera
- 2007 - Semplice distrazione
- 2008 - In fondo
- 2008 - Il giorno migliore
- 2009 - Libera da
- 2009 - Strade
- 2010 - Goccia dopo goccia
- 2011 - La salita
- 2012 - Il lago (feat. Federico Zampaglione)
- 2013 - In un campo di ortiche

## Videografia

### Video musicali
| Anno | Titolo                               | Regista/i              |
| ---- | ------------------------------------ | ---------------------- |
| 2006 | Stai bene come stai                  | Riccardo Struchil      |
| 2007 | L'ultima lettera                     | Riccardo Struchil      |
| 2007 | Semplice distrazione                 |                        |
| 2008 | In fondo                             | Geo Coretti            |
| 2008 | Il giorno migliore                   | Fabio&Fabio            |
| 2009 | Libera da                            | Dario Baldi            |
| 2009 | Strade                               | Roberto "Saku" Cinardi |
| 2010 | Semplicemente                        | Tiziano Russo          |
| 2010 | Goccia dopo goccia                   | Tiziano Russo          |
| 2012 | Il lago (feat. Federico Zampaglione) | Marco Salom            |
| 2013 | In un campo di ortiche               | Tiziano Russo          |